# Matkovich Pál (ügyvéd)
Szemerei Matkovich Pál (Szemere, 1742. – Kőszeg, 1823. december 20.) ügyvéd, a kerületi tábla elnöke, evangélikus egyházkerületi felügyelő.

## Életútja
1778-ban ügyvéd Győrött, 1787-től a dunántúli kerületi tábla ülnöke majd elnöke volt. 1810-től császári és királyi udvari tanácsos és egyszersmind 1781-től a Dunántúli kerületbeli evangélikus ekklezsiák világi felügyelője egészen haláláig. Kis János a következőképpen jellemzi őt: «Ezen jeles talentumokkal biró, középszerűséget felülhaladó tudományos míveltségű, különösen nagy törvénytudó s a maga helyén nagy jelentőségű férfiú felől a hír azt tartotta, hogy a kandidátusoktól, az az, a külföldi tudományos egyetemekből visszajött s egyházi hivatalra vágyó egyénektől az udvarlást igen megkivánja s azokat, mint neologusokat, ő mint nagy orthodoxus nagyon szigorúan megvizsgálja». 

## Művei
- Keresztény vallás igazsága egyedül abból, hogy van Isten. Pozsony, 1803. (Névtelenül. Ism. Annalen der Literatur. Wien, 1805.)
- Keresztény új énekek. Győr, 1803. (Névtelenül.).
- Méltóságos gróf Vásonkeői Zichi Ferencz úrhoz. Győr vármegyének administrátorához, Karátson hava 10. napján 1809. tartott közgyűlés alkalmatosságával, azon vármegyei statusok és rendek. Győr, 1809.

A dunántúli 1805-i énekeskönyvben 12 éneke szerepel.